# 머큐리 빌리저
머큐리 빌리저(Mercury Villager)는 미국 포드 산하의 머큐리 브랜드로 판매된 미니밴이다.

## 1세대

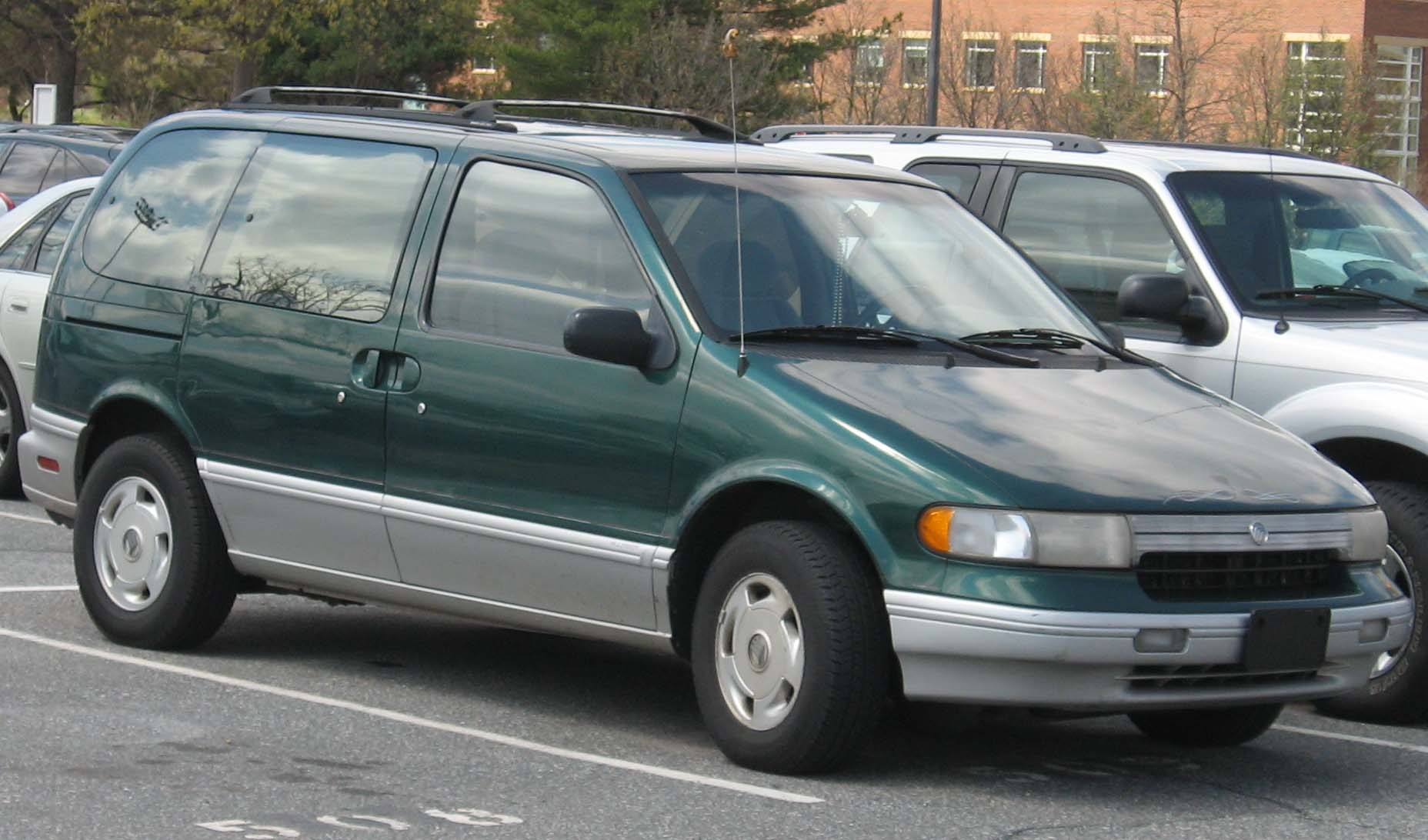
머큐리 빌리저 정측면

1992년에 머큐리 최초의 미니밴으로 출시되었다. 당시 닛산과 공동 개발하였는데, 본래 마쓰다와 공동 개발을 할 예정이었지만, 정숙성과 편안함, 핸들링이 뛰어난 FR 방식을 고집했기 때문에 포드와 손을 잡기로 하였다. 형제 차종으로 닛산 브랜드를 통해 퀘스트로 판매되었다. 생산은 오하이오주의 아본 레이크에서 행해졌으며, V형 6기통 OHC VG30E 엔진만 장착되었다. 트림은 GS, LS, 노티카 스페셜 에디션으로 총 3가지가 제공되었다. 노티카 트림에 한정하여 투톤 페인트, 노란색 핀스트라이프 및 고급형 시트, 디지털 계기판 등이 적용되었다. 중화인민공화국에서도 광저우에서 이름만 바꿔 라이센스 현지 생산되기도 했다.

## 2세대

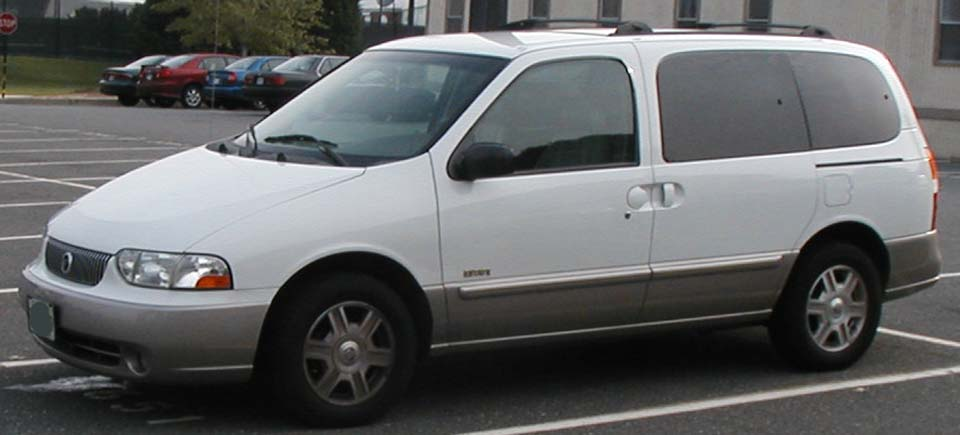
머큐리 빌리저 정측면

1998년에 출시된 2세대는 1세대의 플랫폼을 계승하였으나, 1세대와는 다르게 뒷문이 양쪽으로 장착되었고, V형 6기통 OHC VG33E 엔진이 장착되었다. 트림은 베이스, 스포트, 이스테이트로 총 3가지가 제공되었다. 출시 초기에는 모든 트림이 V11형이었으나, 2000년에 베이스는 V11형, 스포트는 V12형, 이스테이트는 V14형으로 나뉘었다. 2세대 역시 형제 차종으로 닛산 브랜드를 통해 퀘스트로 판매되었다. 2002년에 단종되었고, 2004년에 후속 차종이자 포드 프리스타의 형제 차종인 몬테레이가 빌리저의 자리를 대체하였다.